# Sightline Media Group
Sightline Media Group, anciennement Gannett Government Media et Army Times Publishing Company, est une société américaine qui publie des journaux, des magazines, des sites web et d'autres publications sur l'armée américaine et d'autres armées.
Le groupe Military Times de la société publie quatre journaux bimensuels destinés au personnel militaire américain actuel et ancien : Army Times (fondé en 1940), Navy Times (fondé en 1951), Air Force Times (fondé en 1947) et Marine Corps Times (fondé en 1999). Il publie également Defense News (fondé en 1986), C4ISRNET et Federal Times.
Parmi ses publications disparues figure Armed Forces Journal, fondée en 1863, qui a été la plus ancienne publication nationale sur le thème de la défense jusqu'à ce qu'elle cesse de paraître en 2014.

## L'histoire de la société
La société a été fondée en 1940 sous le nom de Army Times Publishing Company.
En août 1997, elle a été rachetée par la Gannett Company.
Dans le cadre de la scission des propriétés numériques et de radiodiffusion en 2015, Gannett a cédé ces propriétés à Tegna. En mars 2016, Tegna a vendu Sightline Media Group à Regent, une société de capital-investissement basée à Los Angeles et contrôlée par l'investisseur Michael Reinstein. Regent a créé la société d'édition Archetype en 2019 pour ses participations dans les médias.
En 2011, des pirates informatiques se sont introduits dans la base de données des abonnés de Sightline, obtenant leurs noms, mots de passe, adresses électroniques, statut de service, grade et branche de service.